# Altenhof (Sydslesvig)
Altenhof (tysk),  Celmerstorp eller Oldenhave/Olenhoff (nedertysk) er en landsby og kommune i det nordlige Tyskland, beliggende under Rendsborg-Egernførde kreds i Slesvig-Holsten.
Byen ligger sydøst for købstaden Egernførde på halvøen Jernved i det sydlige Sydslesvig. Byen blev første gang nævnt i 1410 som Oldenhave. På samme sted lå tidligere landsbyen Celmerstorp (eller Selmerstorp), som blev nævnt allerede i 1295.
Til kommunen hører også Askov (Aschau), Kikud (Kiekut) und Snelmark (Schnellmark). Kommunen samarbejder på administrativt plan med kommunerne på Svans-halvøen i Slien-Østersøen kommunefællesskab (Amt Schlei-Ostsee).

## Billeder
- Klint mellem Kikud og Askov
- Goossee